# Samsung Galaxy A7 (2018)
Samsung Galaxy A7 (2018) — смартфон из серии Galaxy A на базе операционной системы Android от компании Samsung Electronics. Это первая модель серии с тройной камерой и датчиком отпечатков пальцев, встроенным в боковую кнопку питания.
25 сентября 2018 года смартфон был презентован на пресс-конференции в Индии директором индийского офиса Samsung Сумит Валья.

## Экран
A7 (2018) оснащен 6.01-дюймовым Full HD+ Super AMOLED дисплеем с соотношением сторон 18,5:9. Вокруг экрана есть ровная рамка: по бокам ширина не менее 4,5 мм, снизу и сверху до 10 мм.
Смартфон поддерживает функцию Always On Display.
Стекло Corning Gorilla Glass 3-го поколения

## Камера
Основная камера представляет собой блок из трёх камер со следующими характеристиками: верхняя камера – 
5МП, датчик глубины, который нужен для правильной работы живого фокуса, диафрагма составляет 2,4. Средняя камера - основной модуль, Sony IMX576, с диафрагмой 1,7. Нижний модуль - широкоугольная камера с технологией ISOCELL.
ПО оснащено ИИ, который умеет определять до 31 сцен, для улучшения качества снимков. (Android 10)
В устройстве отсутствует  штатная возможность сохранения снимков в RAW.
Зато можно делать снимки без сжатия RAW через другие программы.
Фронтальная камера телефона имеет разрешение 24 МП, параметр диафрагмы f/2.0, оптической стабилизации нет, камера оснащена светодиодной вспышкой. Также имеется режим фото в ночное время суток, который включается автоматически, повышая выдержку сверх стандартной.
Съемка видео в данном устройстве доступна в разрешении 1080р при 60 fps, есть непрерывный автофокус и gyro-EIS.

## Технические характеристики
- Материалы корпуса: Стекло Corning Gorilla Glass 3, алюминий
- Операционная система: Android 8.0 (Oreo) + Samsung Experience 9.0, есть возможность обновить до Android 10 [3]
- Сети: 2G GSM, 3G WCDMA, 4G LTE FDD, 4G LTE TDD, Advanced LTE (4G+)
- SIM: две nano-SIM (комбинированный слот)
- Тачскрин: занимает всю площадь дисплея, частота отклика 240гц, до 10 касаний, ёмкостный.
- Дисплей: диагональ 6", разрешение FHD+ 2220 х 1080 точки (18,5:9), ppi 411, Always On Display. ШИМ 240гц, тип Super Amoled+.
- CPU: восьмиядерный Exynos 7885 SoC; 4 ядра ARM Cortex-A73 на 2,2 ГГц, 4 ядра ARM Cortex-A53 на 1,6 ГГц.

Также для Гонконга и Китая имеется версия на Snapdragon 660, с большим количеством памяти и более производительным процессором. 
- GPU: Mali-G71 MP2 (в версии на 4GB ОЗУ) Mali-G71 MP6 для 6GB ОЗУ
- ОЗУ/RAM: 4 ГБ/6 ГБ 1800МГЦ LPDDR4X
- ПЗУ/ROM: 64 ГБ/128 ГБ
- Слот под карту памяти: слот для microSD до 512 ГБ (NTFS).
- Разъёмы: Micro-USB 3.1 с поддержкой OTG, 11 Pin, аналоговый аудиоразъём 3,5 мм 4 Pin
- Основная камера: три модуля 5 + 24 + 8 Мп, вспышка с ступенчатой (5 ступней) регулировкой яркости, автофокус
- Фронтальная камера: 24 Мп, вспышка с ступенчатой регулировкой яркости (3 ступени).
- Сети: GSM/WCDMA/LTE, (поддержка Dual VoLTE) (Cat.13) FDD Band 1, 3, 5, 7, 8, 20, TDD Band 38, 40, 41
- Интерфейсы: Wi-Fi 802.11 a/b/g/n/ac Dual-Band, Bluetooth 5.0 LE
- Навигация: GPS, A-GPS, ГЛОНАСС, BeiDou, и другие (1)
- Дополнительно: акселерометр, сканер отпечатка пальца, гироскопический датчик, геомагнитный датчик, датчик Холла, датчик освещенности RGB и контраста окружающей среды, датчик присутствия (приближения, на 5/0см), FM-радио и диктофон, NFC (Samsung Pay и Google Pay)[4]
- Разблокировка: по лицу (в последнем обновлении можно добавить альтернативный вид. Только 1 лицо), по отпечаткам (можно записать до 3х), пин-код, пароль, графический ключ, Smart lock от Google
- Батарея: 3300 мАч, несъёмная, есть поддержка быстрой зарядки  (Quick Charge 4.0) в версии для Китая/Гонконга.
- Габариты: 159,8 × 76,8 × 7,5 мм
- Вес: 168 г

## Защита
Задняя и фронтальная часть A7 (2018) выполнены из стекла Corning Gorilla Glass 3-гт поколения.
На сайте Samsung нет упоминаний о прохождении какой-либо сертификации по защите от воды и повреждений для этой модели. Поэтому устройство не следует подвергать воздействию воды, в том числе и брызг.

## Продажи
Старт продаж в России состоялся 11 октября, стоимость модели составляла 26 990 рублей, что относилось к среднему ценовому сегменту, менее чем за год цена снизилась более чем на 40%.
Хотя встречаются упоминания о золотом корпусе, в России Samsung Galaxy A7 (2018) доступен только в трех цветах: черном, синем и розовом.